# Ernst von Houwald
Christoph Ernst von Houwald, född den 29 november 1778 i Straupitz, död den 28 januari 1845 i Lübben, var en tysk friherre och dramatiker. 
von Houwald är bekant framför allt som författare av skådespel, tillhörande den genre, som kallas "Schicksalstragödien", av vilka kan nämnas Der Leuchtturm (1821; svensk översättning "Fyrbåken", 1829), Das Bild (samma år; "Bilden", 1828; båda översättningarna i "Dramatisk blomsterkrans" av Erik Wilhelm Djurström; även översatt av Dorothea Dunckel, 1828; "Spinnrosa", 1843) och Fluch und Segen (samma år) samt Die Heimkehr (uppförd i översättning av Tekla Knös 1852). Dessa arbeten behandlas av Jacob Minor i Die Schicksalstragödie (1883). Romantische Akkorde (1817), Buch für Kinder gebildeter Stände (3 band, 1819–24) och Bilder für die Jugend (3 band, 1829–32) innehåller berättelser och sagor. En samlad upplaga utkom i 5 band 1858–60.